# Billboardlistans förstaplaceringar 1997
Detta är en lista över 1997 års förstaplaceringar på Billboard Hot 100. 

## Listhistorik
| Datum        | Låt                                                                    | Artist                                             |
| 4 januari    | "Un-Break My Heart"                                                    | Toni Braxton                                       |
| 11 januari   | "Un-Break My Heart"                                                    | Toni Braxton                                       |
| 18 januari   | "Un-Break My Heart"                                                    | Toni Braxton                                       |
| 25 januari   | "Un-Break My Heart"                                                    | Toni Braxton                                       |
| 1 februari   | "Un-Break My Heart"                                                    | Toni Braxton                                       |
| 8 februari   | "Un-Break My Heart"                                                    | Toni Braxton                                       |
| 15 februari  | "Un-Break My Heart"                                                    | Toni Braxton                                       |
| 22 februari  | "Wannabe"                                                              | Spice Girls                                        |
| 1 mars       | "Wannabe"                                                              | Spice Girls                                        |
| 8 mars       | "Wannabe"                                                              | Spice Girls                                        |
| 15 mars      | "Wannabe"                                                              | Spice Girls                                        |
| 22 mars      | "Can't Nobody Hold Me Down"                                            | Puff Daddy featuring Mase                          |
| 29 mars      | "Can't Nobody Hold Me Down"                                            | Puff Daddy featuring Mase                          |
| 5 april      | "Can't Nobody Hold Me Down"                                            | Puff Daddy featuring Mase                          |
| 12 april     | "Can't Nobody Hold Me Down"                                            | Puff Daddy featuring Mase                          |
| 19 april     | "Can't Nobody Hold Me Down"                                            | Puff Daddy featuring Mase                          |
| 26 april     | "Can't Nobody Hold Me Down"                                            | Puff Daddy featuring Mase                          |
| 3 maj        | "Hypnotize"                                                            | The Notorious B.I.G.                               |
| 10 maj       | "Hypnotize"                                                            | The Notorious B.I.G.                               |
| 17 maj       | "Hypnotize"                                                            | The Notorious B.I.G.                               |
| 24 maj       | "MMMBop"                                                               | Hanson                                             |
| 31 maj       | "MMMBop"                                                               | Hanson                                             |
| 7 juni       | "MMMBop"                                                               | Hanson                                             |
| 14 juni      | "I'll Be Missing You"                                                  | Puff Daddy and Faith Evans featuring 112           |
| 21 juni      | "I'll Be Missing You"                                                  | Puff Daddy and Faith Evans featuring 112           |
| 28 juni      | "I'll Be Missing You"                                                  | Puff Daddy and Faith Evans featuring 112           |
| 5 juli       | "I'll Be Missing You"                                                  | Puff Daddy and Faith Evans featuring 112           |
| 12 juli      | "I'll Be Missing You"                                                  | Puff Daddy and Faith Evans featuring 112           |
| 19 juli      | "I'll Be Missing You"                                                  | Puff Daddy and Faith Evans featuring 112           |
| 26 juli      | "I'll Be Missing You"                                                  | Puff Daddy and Faith Evans featuring 112           |
| 2 augusti    | "I'll Be Missing You"                                                  | Puff Daddy and Faith Evans featuring 112           |
| 9 augusti    | "I'll Be Missing You"                                                  | Puff Daddy and Faith Evans featuring 112           |
| 16 augusti   | "I'll Be Missing You"                                                  | Puff Daddy and Faith Evans featuring 112           |
| 23 augusti   | "I'll Be Missing You"                                                  | Puff Daddy and Faith Evans featuring 112           |
| 30 augusti   | "Mo Money Mo Problems"                                                 | The Notorious B.I.G. featuring Puff Daddy and Mase |
| 6 september  | "Mo Money Mo Problems"                                                 | The Notorious B.I.G. featuring Puff Daddy and Mase |
| 13 september | "Honey"                                                                | Mariah Carey                                       |
| 20 september | "Honey"                                                                | Mariah Carey                                       |
| 27 september | "Honey"                                                                | Mariah Carey                                       |
| 4 oktober    | "4 Seasons of Loneliness"                                              | Boyz II Men                                        |
| 11 oktober   | "Candle in the Wind 1997" / "Something About the Way You Look Tonight" | Elton John                                         |
| 18 oktober   | "Candle in the Wind 1997" / "Something About the Way You Look Tonight" | Elton John                                         |
| 25 oktober   | "Candle in the Wind 1997" / "Something About the Way You Look Tonight" | Elton John                                         |
| 1 november   | "Something About the Way You Look Tonight" / "Candle in the Wind 1997" | Elton John                                         |
| 8 november   | "Something About the Way You Look Tonight" / "Candle in the Wind 1997" | Elton John                                         |
| 15 november  | "Something About the Way You Look Tonight" / "Candle in the Wind 1997" | Elton John                                         |
| 22 november  | "Something About the Way You Look Tonight" / "Candle in the Wind 1997" | Elton John                                         |
| 29 november  | "Something About the Way You Look Tonight" / "Candle in the Wind 1997" | Elton John                                         |
| 6 december   | "Something About the Way You Look Tonight" / "Candle in the Wind 1997" | Elton John                                         |
| 13 december  | "Something About the Way You Look Tonight" / "Candle in the Wind 1997" | Elton John                                         |
| 20 december  | "Something About the Way You Look Tonight" / "Candle in the Wind 1997" | Elton John                                         |
| 27 december  | "Something About the Way You Look Tonight" / "Candle in the Wind 1997" | Elton John                                         |